# Leandra cuneata
Leandra cuneata är en tvåhjärtbladig växtart som först beskrevs av Carl Friedrich Philipp von Martius, och fick sitt nu gällande namn av Célestin Alfred Cogniaux. Leandra cuneata ingår i släktet Leandra och familjen Melastomataceae. Inga underarter finns listade i Catalogue of Life.